# Carlos Acosta-Milian
Carlos Acosta-Milian (Marianao, La Habana; 9 de marzo de 1965) es un actor cubano, que tiene además la nacionalidad española y la estadounidense.

## Biografía
Diplomado por la Escuela Nacional de Teatro, cátedra supeditada a la Escuela Nacional de Arte (Cuba) en 1986. El mismo año de su diplomatura le sirvió para vincularse al Movimiento Teatral Cubano, sobresaliendo la etapa en que trabajó bajo la dirección del maestro Roberto Blanco en la compañía Teatro Irrumpe, con la que realizó varias giras nacionales e internacionales. 
En 1990 fue parte del éxito de público y crítica Trilogía de Teatro Norteamericano, dirigida por Carlos Díaz en el Teatro Nacional de Cuba, siendo muy elogiado por parte de la crítica especializada su trabajo en la obra Té y simpatía, interpretando el doble papel de (Herbert Lee/Lili Sears). Con el montaje de Las criadas de Jean Genet, fundó en 1992, junto a Monica Guffanti y Jorge Perugorría, Teatro El Público, congregados alrededor de la figura del director de escena Carlos Díaz, Teatro El Público, sigue siendo a día de hoy una referencia obligada en las Artes Escénicas de Cuba. 
Debutó en el Cine en 1994 con la comedia Cubano-Española Maité escrita por Senel Paz, que debido a sus buenos resultados en taquilla (Euskal Telebista) decidió convertirla cuatro años después de su estreno, en 1998, en la primera telecomedia de su historia hablada en castellano (Español), conocida cómo  Maite-La Serie y en la que participó también, dando continuidad al mismo personaje que interpretó en la película.
El salto a la Televisión lo dio en 1996, de la mano del realizador francés Jean Sagols, en la superproducción internacional Terre Indigo para la cadena TF1, actuando esta vez junto a Xavier Deluc, ese mismo año (1996) marcó también su debut en la pequeña pantalla nacional, en la telenovela Entre Mamparas al lado de la actriz Isabel Santos con quien repetiría tres años después, en 1999, trabajando en la adaptación para televisión del clásico del teatro cubano Aire Frío de Virgilio Piñera.
Obtuvo en 1997 el Premio Caricato de Teatro, otorgado por la UNEAC a la mejor actuación masculina de reparto del año, por su trabajo en la obra Medea, dirigida por Abelardo Estorino. 
Se presentó en New York en 1998, durante tres meses, en el Teatro de Repertorio Español de Off-Broadway, protagonizando junto a Adria Santana la pieza Parece Blanca, escrita y dirigida por Abelardo Estorino.
El  personaje de Don Pedro Camargo junto a Susana Pérez, en la telenovela Las Huérfanas de la Obra Pía producida y emitida por la Televisión Cubana, significó, dentro de su trayectoria profesional un momento de notable popularidad en su tierra natal. 
Ya en el siglo XXI y bien avanzado en su andadura el año 2000, como consecuencia de la falta de esperanza, la asfixiante situación social y la absoluta falta de libertades en Cuba, se radicalizó su postura política, contraria al régimen y apostó por marcharse definitivamente de la isla, sin haber regresado hasta la fecha y mudándose a (San Sebastián) (España) donde residió hasta 2012. En 2001 fue contratado como profesor del Taller de Artes Escénicas de San Sebastián e impartió clases de actuación hasta 2008.
Entre 2005 y 2008 participó en la gira europea, de la versión en euskera de El círculo de tiza caucasiano de Bertolt Brecht, titulada Kaukasiar Kreazko Borobila que contó con el patrocinio de la Comisión de Cultura Europea, para la compañía Theatre des Chimeres de Francia, con puesta en escena de Jean-Marie Broucaret, consiguiendo ser muy aplaudida en los teatros donde se presentó, pero con especial acogida en las presentaciones ofrecidas en el Teatro Nacional de Burdeos (TNBA) en Francia.
En el año 2005 le fue concedida la nacionalidad española por residencia.
Fue candidato en la 27 edición a los Premios Goya de la Academia de Cine Española, en el año 2013, por su trabajo como actor de reparto en la película El cazador de dragones. Cabe destacar también, su participación en varias series de televisión producidas y emitidas por algunas de las cadenas con mayor audiencia en la península ibérica, y fue su interpretación de Eduardo (El Negro) Escobar junto a Bárbara Lennie y Dani Martín en Cuenta Atrás Océano Atlántico, aguas jurisdiccionales de Togo, 07:14 horas serie producida por Globomedia y emitida por Cuatro (canal de televisión), la que sin duda alguna, le dio una mayor visibilidad entre los profesionales del gremio actoral español.Durante su residencia española se adhirió como socio de pleno derecho con voz y voto, a la Sociedad de Gestión de Artistas e Intérpretes (AISGE).
Desde 2012 reside en Miami, Florida (Estados Unidos) considerada el bastión del exilio cubano, además de ser una ciudad que tradicionalmente ha destacado por su condición cosmopolita, acogiendo a ciudadanos de todas partes de Hispanoamérica, apenas aterrizar, coincidió con el Actor, Director y Productor venezolano Ricardo Álamo, que justo acababa de asentarse en la urbe y que venía ávido de generar contenido audiovisual, estableciéndose una complicidad profesional entre ambos muy fructífera, que se ha manifestado a través de los años con varias creaciones televisivas. Luego de esta primera experiencia en su nueva ciudad, se integró a las producciones de Telemundo (Brazo Hispano de NBCUniversal), participando en varias de las series producidas y emitidas por esta cadena de televisión y destacando en títulos como: Bajo el mismo cielo (telenovela) junto a Gabriel Porras, Sangre de mi tierra junto a Carolina Gómez, 100 días para enamorarnos junto a Mariana Treviño y Sed de venganza compartiendo créditos en esta ocasión con Saul Lisazo,  Diego Olivera e Isabella Castillo. También en Miami fue donde conoció al cubanoamericano Nilo Cruz, Premio Pulitzer en la categoría de Drama (2003), incorporándose al reparto de sus obras: Lorca en un vestido verde (2016),  Baño de luna (2017), Exquisita Agonía (2018), Dos Hermanas y un piano (2019), Un parque en mi casa (2023), Sed en la calle del agua (2024) y Tres Veces Cruz: Tres ecos de guerra y fe (2025) todas, escenificadas por el propio Cruz para la compañía Arca Images.
En 2020 se naturalizó ciudadano estadounidense.
En 2023 inició una estrecha colaboración con el director y productor cinematográfico Eliecer Jiménez Almeida, aportando dos singulares títulos de estilo (Mockumentary) al mapa del cine cubano independiente: Havana Stories [La Operación Payret] (2023) estrenada en la edición número 40 del Miami International Film Festival y Miami Stories [La Red Mosquito] (2025), implicándose en ambos filmes como Actor y Productor.

## Trabajos

### Cine
- Miami Stories [La Red Mosquito] (2025) Actor y Productor
- Voicemail (Cortometraje-2024)
- Manteniendo la distancia (2024)
- Maximo (Cortometraje-2024)
- Havana Stories [La operación Payret] (2023) Actor y Productor
- Sacrilegio (Cortometraje-2021)
- Bridges (2021)
- Plantados (2021)
- Cambio de Guardia (Cortometraje-2019-Actor, Coguionista y Productor Asociado)
- Aurora (Cortometraje-2016-Actor y Productor Asociado)
- El cazador de dragones (2012)
- Che (2008)
- Operación Fangio (1999)
- Aire frío (1999)
- Mambí (1998)
- Pase negro (Cortometraje-1998)
- Pon tu pensamiento en mí  (1996)
- Blue Moon (Cortometraje-1996)
- Maite (1994)

### Televisión
- Camino a Belén (2025) Webserie
- Modo Millonaria (2025) Webserie
- Sed de venganza (2024-2025)
- La mujer de mi vida (2024)
- Vuelve a mí (2023-2024)
- La Fuerza de Creer: Dulce Sazón  (2023)
- Juego de mentiras (2023)
- Esposados (2022) Webserie
- 100 días para enamorarnos (2020)
- Betty en NY (2019)
- Al otro lado del muro (2018)
- Mi familia perfecta (2018)
- Sangre de mi tierra (2018)
- Milagros de Navidad (2017)
- Leyendas del exilio (2017)
- Mariposa de Barrio (2017)
- Eva la Trailera (2016)
- Ruta 35 (2016)
- Bajo el mismo cielo (telenovela) (2015)
- Tómame o déjame (serie de televisión) (2015)
- Toni, la chef (2015)
- Dueños del paraíso (2015)
- Escándalos (2014)
- Sabin (Telefilm - 2011 - Productor Asociado)
- Homicidios (2011)
- El barco (2011)
- Aída (2010)
- HKM (2008)
- Cuenta atrás Océano Atlántico, aguas jurisdiccionales de Togo, 07:14 horas (2007-2008)
- Mi querido Klikowsky (2006)
- El comisario (2006)
- Los hombres de Paco (2006)
- Periodistas (2002)
- Policías, en el corazón de la calle (2002)
- Los caracoles no sienten nostalgia (Documental - 2001 - Director y Coguionista)
- Las huérfanas de la Obra Pía (2000)
- Maite-La Serie (1998)
- Los hombres que la amaron (1997)
- Entre mamparas (1996)
- Terre indigo (1996)

### Teatro
- 2025. Tres Veces Cruz: Tres ecos de guerra y fe
- 2024. Sed en la calle del agua
- 2024. Cuentos Cubiches
- 2023. Un parque en mi casa
- 2023. Hierro
- 2022. Huevos rotos (Microteatro Miami)
- 2019. Dos Hermanas y un piano
- 2019. Amparo Experience
- 2018. Exquisita Agonía
- 2017. Baño de luna
- 2017. El cuento de René
- 2016. Lorca en un vestido verde
- 2016. El puerto de los cristales rotos
- 2016. La lechuga
- 2014. No recuerdo nada de ti, a menos que seas como te imagino (Microteatro Miami)
- 2008. Las penas saben nadar (Director)
- 2006. Miradas miopes (Director)
- 2005-2008. El círculo de tiza caucasiano
- 2004. Dekameron (Director)
- 2002-2004. La mano del emigrante
- 1998. Weekend en Bahía
- 1998. Parece Blanca
- 1997. Medea
- 1995. Sara's
- 1995. Perla marina
- 1995. Morir de noche
- 1994. El público
- 1993. Tres tazas de trigo
- 1993. La niñita querida
- 1992. Las criadas
- 1991. 45 de Agosto
- 1991. Santa Camila de la Habana Vieja
- 1991. El Becerro de Oro
- 1990. Té y simpatía
- 1989. Los Dos Menecmos
- 1989. El alboroto
- 1988. Escuadra hacia la muerte
- 1987. Federico. Auto de Fe
- 1987. Mariana
- 1986. De los días de la guerra
- 1986. Sábado corto
- 1985. La puta respetuosa